# Liz Truss
Pour les articles homonymes, voir Truss.
Mary Elizabeth Truss, dite Liz Truss, née le 26 juillet 1975 à Oxford (Angleterre), est une femme d'État britannique. Membre du Parti conservateur, elle est Première ministre du Royaume-Uni du 6 septembre au 25 octobre 2022.
Élue députée en 2010, elle occupe des fonctions au cabinet à partir de 2014, lorsqu'elle devient secrétaire d'État à l'Environnement, à l'Alimentation et aux Affaires rurales sous David Cameron. Passée lord chancelier et secrétaire d'État à la Justice en 2016 sous Theresa May, puis secrétaire d'État au Commerce international et présidente de la Commission du Commerce en 2019 sous Boris Johnson, elle est nommée secrétaire d'État aux Affaires étrangères, du Commonwealth et du Développement en 2021.
Elle succède comme Première ministre à Boris Johnson, démissionnaire, au lendemain de son élection comme chef du Parti conservateur face à Rishi Sunak, avec un programme résolument libéral-conservateur. Deux jours après sa nomination, la reine Élisabeth II meurt au terme de 70 ans de règne. Liz Truss est ainsi le quinzième et dernier chef de gouvernement de celle-ci, et le premier du roi Charles III.
Une fois la période de deuil passée, l'annonce de son « mini-budget » comportant 45 milliards de livres de baisses non financées d'impôts pour les plus fortunés, une augmentation des emprunts étrangers malgré la lourde dette du pays et une coupe drastique des contributions à la sécurité sociale provoque une réaction négative des marchés financiers et de la population. Dans le cadre d’une importante crise politique, elle démissionne après seulement 49 jours en fonction, son mandat étant le plus court d'un chef de gouvernement britannique. Rishi Sunak lui succède. Elle perd son siège de députée lors des élections de 2024.

## Situation personnelle

### Naissance et famille
Mary Elizabeth Truss naît le 26 juillet 1975 à Oxford. Elle est la fille de John Kenneth Truss et de Priscilla Mary Grasby. Son père est professeur émérite de mathématiques à l'université de Leeds et sa mère est infirmière, enseignante et militante pour la Campagne pour le désarmement nucléaire. Liz Truss décrit sa famille comme étant « très à gauche » et indique avoir grandi dans un environnement pro-travailliste.
Elle se marie en 2000 avec Hugh O'Leary, expert-comptable, avec qui elle a deux filles,.

### Études et formation
Liz Truss est élève d'une école primaire de Paisley, en Écosse, puis de la Roundhay School de Leeds. Elle poursuit des études de philosophie, politique et économie au Merton College d'Oxford, où elle obtient un master of arts en 1996.
Pendant ses études à Oxford, elle dirige le groupe des étudiants libéraux-démocrates, avec lesquels elle manifeste pour l'abolition de la monarchie. Elle déclare en août 2022 que ce parcours chez les centristes était une erreur de jeunesse. S'exprimant devant des membres de son parti, elle confie : « Nous faisons tous des erreurs, nous avons tous eu des mésaventures d'adolescents, et c'était mon cas. Pour certaines personnes cela concerne le sexe, la drogue et le rock 'n' roll, moi j'étais chez les libéraux-démocrates. Je suis désolée. »
Elle mène ensuite une carrière de directrice commerciale dans le privé.

## Parcours politique

### Débuts
Adhérente au Parti conservateur depuis le milieu des années 1990, elle est élue au conseil municipal de Greenwich. Elle essuie plusieurs échecs dans des circonscriptions législatives travaillistes. Elle est repérée par David Cameron, qui souhaite mettre en avant des femmes au sein du parti.
Elle est élue députée à la Chambre des communes pour la circonscription de South West Norfolk lors des élections générales de 2010.

### Responsabilités ministérielles

#### Secrétaire d’État à l’Environnement, à la Justice et au Trésor
Nommée secrétaire d'État à l'Environnement dans les gouvernements Cameron I et II, fonction où elle baisse le budget de l'Agence nationale de l’environnement, elle occupe ensuite les postes de lord-chancelier et de secrétaire d'État à la Justice de 2016 à 2017 et secrétaire en chef du Trésor de 2017 à 2019 dans les gouvernements May I et II.
Opposante au Brexit jusqu'en 2016, elle change d'avis une fois celui-ci approuvé et adopte un discours eurosceptique virulent. Elle faisait, en 2016, campagne pour le « non » et signe, le 15 mai 2016, en tant que secrétaire d'État à l'Environnement une tribune dans The Sun qui qualifie le Brexit de « triple tragédie : plus de règles, plus de protocoles, plus de lenteur pour vendre vers l'Union européenne ». Elle détaille en expliquant que selon elle, les entreprises britanniques « se noieraient dans les formulaires, ce qui affecterait les bénéfices et qu'au fur et à mesure que les emplois seraient supprimés et que les prix augmenteraient ». A posteriori, elle déclare que son opposition au Brexit était une erreur.

#### Ministre des Égalités et secrétaire d’État au Commerce
Le 24 juillet 2019, elle intègre le gouvernement Johnson en qualité de présidente du Bureau du Commerce et secrétaire d'État au Commerce international, et elle est nommée ministre des Femmes et des Égalités en septembre 2019, après la démission d'Amber Rudd.
Chargée du commerce international, elle signe de nombreux accords de libre-échange, bien qu'ils reprennent souvent le contenu de ceux qui existaient avant le Brexit. Elle autorise aussi pour 289 millions de livres sterling la vente de matériel à usage militaire à la Russie en quelques mois, ce qui lui sera reproché après le début de la guerre contre l'Ukraine en 2022. Elle a aussi autorisé la vente d'armement à l'Arabie saoudite, malgré la guerre au Yémen.

#### Secrétaire d’État aux Affaires étrangères et du Commonwealth
En septembre 2021, elle devient secrétaire d'État aux Affaires étrangères et du Commonwealth, seulement la deuxième femme à occuper ce poste (après Margaret Beckett).
Lors de la Conférence des Nations Unies sur les changements climatiques à Glasgow, elle a affirmé que la France avait agi de manière inacceptable pendant le litige de pêche à Jersey.
Elle a soutenu la révision unilatérale du protocole sur l'Irlande du Nord, au risque de représailles de la part de Bruxelles.

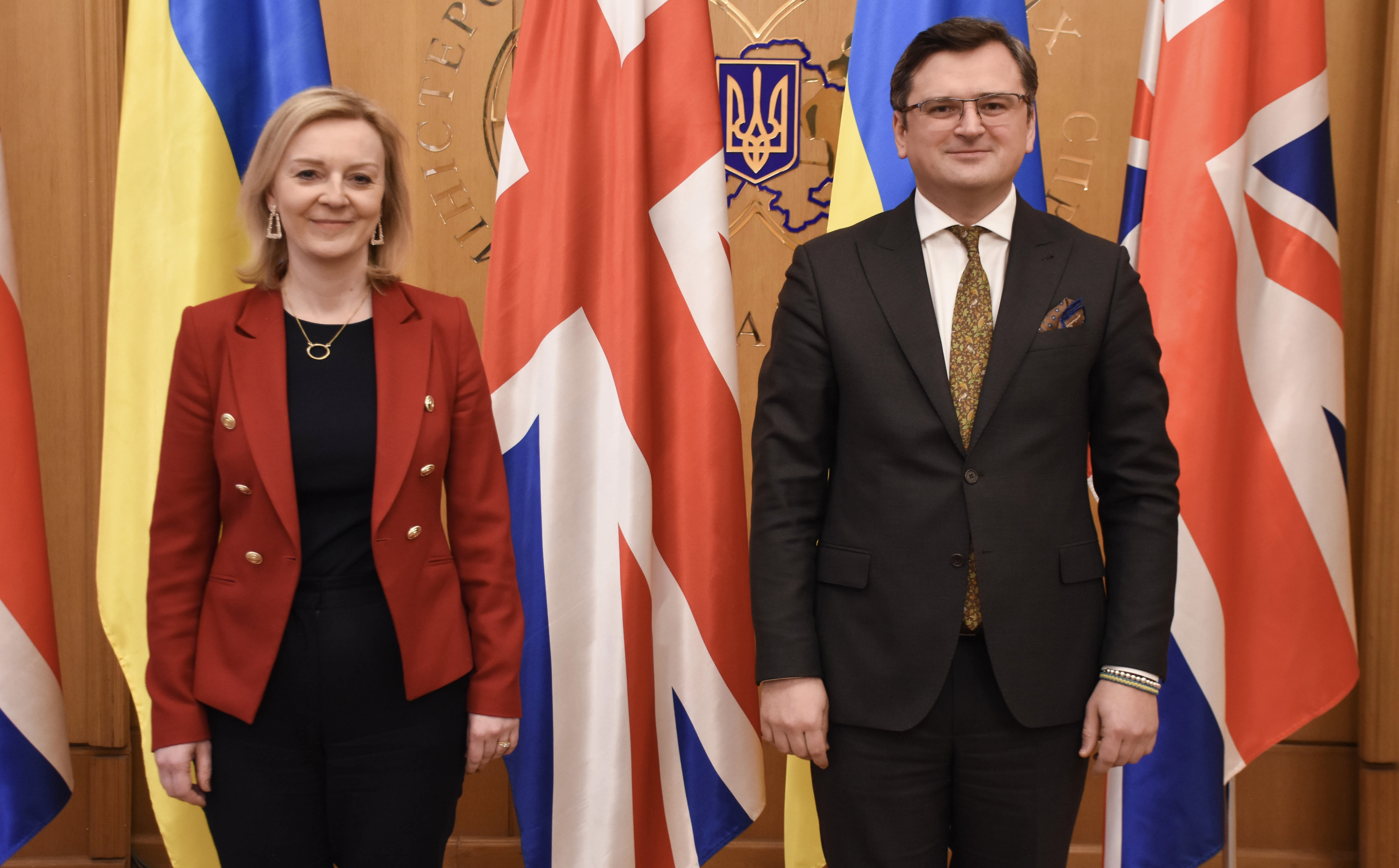
Liz Truss et son homologue ukrainien Dmytro Kouleba lors d'une rencontre à Kiev en février 2022.

En octobre 2021, elle appelle la Russie à intervenir dans la crise frontalière entre la Biélorussie et l'Union européenne. En novembre 2021, elle et son homologue israélien Yaïr Lapid rendent public un projet qui vise à empêcher l'Iran de développer des armes nucléaires. En décembre 2021, elle rencontre Sergueï Lavrov à Stockholm, exhortant la Russie à rechercher la paix avec l'Ukraine. Elle est ridiculisée par son homologue russe, Sergueï Lavrov : ce dernier la piège en la poussant à affirmer qu’elle ne reconnaîtrait pas la souveraineté de Moscou sur deux villes russes proches de la frontière avec l’Ukraine, Rostov et Voronej. Après l'invasion de l'Ukraine par la Russie en 2022, elle soutient Kiev sans réserves.
En janvier 2022, l'ancien Premier ministre australien Paul Keating, membre du conseil international de la Banque de développement de Chine, accuse Liz Truss de faire des commentaires « déments » sur le risque d'agressions militaires chinoises dans le Pacifique ; il déclare que « la Grande-Bretagne souffre de la folie des grandeurs et de la frustration de perdre en puissance [sur la scène internationale] ».
À la mi-février 2022, Liz Truss est exhortée par les députés britanniques à imposer des sanctions à Mohammed Al-Shaibani, un fonctionnaire de haut rang des Émirats arabes unis, pour son rôle dans la persécution de deux hommes d'affaires britanniques, Ryan Cornelius et son partenaire d'affaires Charles Ridley, condamnés à la suite d'un « processus judiciaire fondamentalement vicié ». Ryan Cornelius avait achevé sa peine de 10 ans mais en 2018 aurait reçu 20 ans supplémentaires en vertu d'une loi maintenant les débiteurs en prison jusqu'à ce qu'ils puissent s'acquitter de leur dette.

### Élection à la direction du Parti conservateur

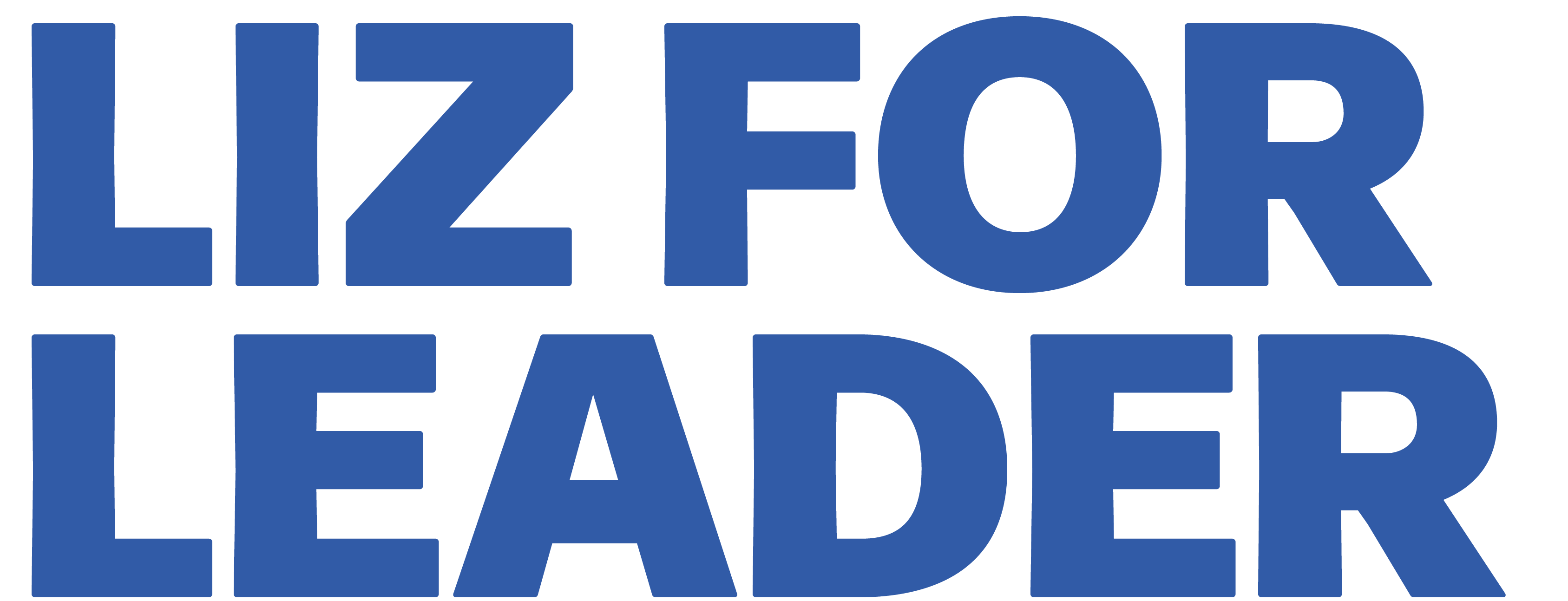
Logo de campagne de Liz Truss pour la direction du Parti conservateur.

Candidate à la fonction de chef du Parti conservateur lors de l'élection prévue en septembre 2022 pour succéder à Boris Johnson, elle parvient à la deuxième position lors du cinquième tour du vote des députés avec 113 voix, 24 voix derrière Rishi Sunak. Elle obtient huit voix de plus que Penny Mordaunt, donnée favorite des militants conservateurs,. Truss se qualifie avec Sunak pour le vote des adhérents du parti. Son opposant est considéré plus centriste.
Liz Truss est une « championne du libre-échange », et se lance dans la campagne en voulant incarner l’essence du conservatisme britannique. Ses convictions sont ancrées à droite, voire libertariennes. C'est un « faucon » en politique étrangère, n'hésitant pas à afficher des positions très tranchées contre la Russie et la Chine ; elle veut inclure la Chine dans la liste des « menaces officielles » pour la sécurité nationale britannique et se dit prête à déclencher une guerre nucléaire si cela était nécessaire. Elle considère que le Royaume-Uni doit cimenter son alliance avec les États-Unis et l'Australie plutôt qu'avec des pays européens. Ainsi, elle refuse de dire si le président français doit être considéré comme un ami ou un ennemi.
Face à Rishi Sunak, elle insiste sur son agenda « audacieux », avec des baisses d’impôts massives « dès le premier jour » ; une proposition controversée car bénéficiant surtout aux plus riches. Elle s’oppose aux aides directes dans le domaine social. Hostile aux syndicats de travailleurs, elle propose de limiter le droit de grève. Liz Truss a aussi proposé, avant de renoncer, de réduire le salaire des fonctionnaires à l'exception de ceux officiant dans les régions de Londres et du sud-est de l'Angleterre où se concentrent les ménages les plus aisés, qui sont généralement les plus enclins à voter conservateur. Dans le domaine de l’environnement, Liz Truss veut mettre fin aux taxes sur l'énergie qui permettent de financer des projets d’énergies renouvelables et l’isolation des logements. Elle annonce vouloir autoriser la fracturation hydraulique et augmenter le forage pétrolier en mer du Nord. Elle a les faveurs des militants conservateurs selon un sondage YouGov : 62 % préféraient Liz Truss, contre 38 % pour Sunak.

### Première ministre du Royaume-Uni

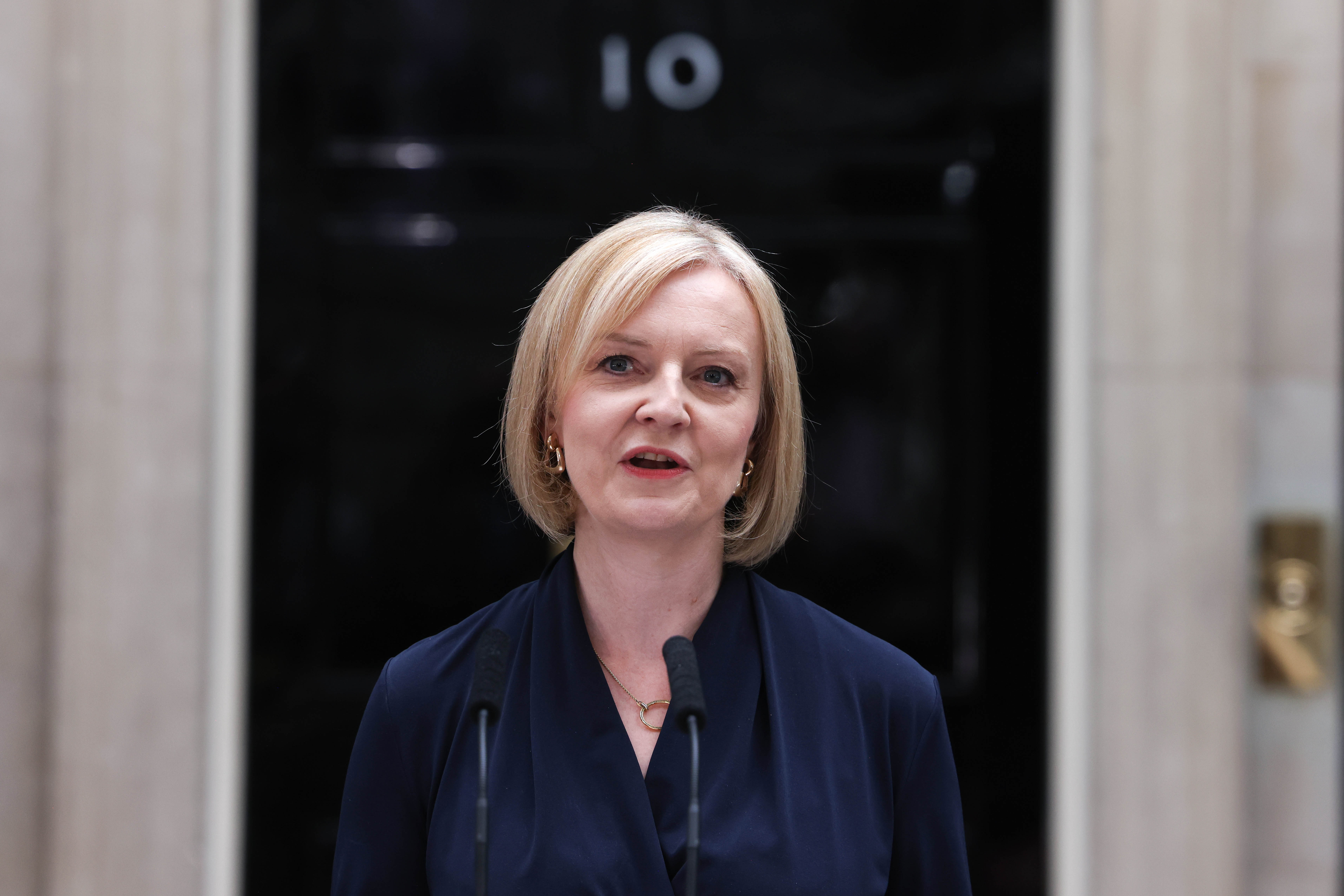
Liz Truss durant son premier discours au 10 Downing Street, le 6 septembre 2022.

#### Élection
Le 5 septembre 2022, elle est élue à la tête du Parti conservateur, étant appelée à devenir Première ministre. Elle est officiellement nommée le lendemain par la reine Élisabeth II, devenant ainsi la troisième femme à diriger le gouvernement britannique, après Margaret Thatcher et Theresa May. La passation de pouvoir a lieu au château de Balmoral en Écosse, où la reine réside habituellement à cette période de l'année, une première depuis la nomination de Robert Arthur Talbot Gascoyne-Cecil par Victoria en 1885.

#### Entrée en fonction
Elle nomme son gouvernement le jour-même. Elle confie les postes-clés de chancelier de l'Échiquier à Kwasi Kwarteng, de secrétaire d'État aux Affaires étrangères à James Cleverly, et de secrétaire d'État à l'Intérieur à Suella Braverman, tous trois étant issus de l'immigration. La nouvelle Première ministre forme ainsi un cabinet encore plus divers que le précédent. Elle nomme vice-Première ministre Thérèse Coffey, sa directrice de campagne pour l'élection interne au Parti conservateur, et récompense Kwarteng et Cleverly, soutiens de la première heure, avec des responsabilités de premier plan. Les promotions de Braverman, ainsi que de Jacob Rees-Mogg comme secrétaire d'État à l'Énergie ou Chris Heaton-Harris, secrétaire d'État pour l'Irlande du Nord, marquent un virage à droite encore plus marqué que le deuxième gouvernement Johnson. De celui-ci, elle ne reconduit ni Rishi Sunak ni des personnalités de poids, tels Dominic Raab ou Michael Gove. À l'inverse, James Cleverly et Suella Braverman, occupant des fonctions de premier ordre, n'ont qu'une faible expérience gouvernementale, ayant intégré l'exécutif depuis moins de quatre ans.

#### Décès de la reineÉlisabethIIet avènement du roiCharlesIII
Deux jours après la nomination de Liz Truss, le 8 septembre 2022 à 15 h 10 BST, la reine Élisabeth II meurt. Dans le cadre de l'opération London Bridge, Liz Truss est la première personne (en dehors des membres de la famille royale, de l'équipe médicale et du personnel au service de la famille royale) à être informée de la mort de la reine, à 16 h 30 BST. La nouvelle Première ministre lui rend hommage lors d'un discours devant le 10 Downing Street. Le lendemain, elle rencontre le nouveau roi Charles III à son retour à Londres, au palais de Buckingham. Le 10 septembre 2022, Liz Truss ainsi que 321 membres du Parlement prêtent serment d'allégeance à Charles III lors d'une session spéciale à la Chambre des communes, bien que cela ne soit pas une obligation, les députés ayant prêté allégeance à la reine « et à ses héritiers et successeurs » au début de la législature.

#### Politique étrangère
Au cours de ses trois premières semaines en tant que Première ministre, Liz Truss a « un rôle de porte-parole devant des centaines de dirigeants mondiaux » à l'occasion des funérailles de la reine, et tient une série de réunions diplomatiques en marge de l'Assemblée générale des Nations unies le 21 septembre 2022, lors de laquelle elle prononce également un discours déclarant vouloir que les gens conservent une plus grande partie de leurs revenus,.

#### Politique environnementale
Dès les premières semaines de son mandat, Liz Truss s'oppose à la participation du roi Charles III à la COP27, alors que le nouveau souverain avait prévu d'y prononcer un discours.
Liz Truss annonce peu après son arrivée au pouvoir une série de mesures telles que la reprise des essais de fracturation hydraulique, la suppression programmée de certaines lois héritées de l'Union européenne sur la qualité de l'eau et l’encadrement de l'usage des pesticides, ainsi que la relance de l'exploration gazière et pétrolière en mer du Nord. À partir du 1er octobre, plusieurs dizaines d'associations de protection de la nature se mobilisent dans le pays pour contester ces projets, perçus comme des attaques sur l'environnement. Le gouvernement promet aussi la création de « zones d'investissement prioritaires » dans lesquelles les exigences environnementales seraient sérieusement relâchées, afin d'attirer les investissements privés. Elle est également critiquée pour avoir nommé un climatosceptique, Jacob Rees-Mogg, à la tête du ministère de l’Énergie.
Liz Truss est par ailleurs proche de l'Institute of Economic Affairs et du groupe 55 Tufton Street, deux influents groupes de réflexion exerçant un lobbying contre les politiques environnementales, et de l’organisation Countryside Alliance, amatrice de la chasse au renard et du tir à la grouse.

#### Crise économique
Le 23 septembre 2022, Liz Truss dévoile sa politique budgétaire pour le Royaume-Uni. Elle prévoit notamment la suppression de la tranche supérieure d'impôt sur le revenu (pour les Britanniques qui gagnent plus de 170 000 euros par an), ce qui représente 50 milliards d'euros d'impôts en moins. À cela s'ajoute un allégement des taxes sur les transactions immobilières, ainsi qu'une série de réformes assouplissant la réglementation. Parmi elles figure la suppression du plafond sur les bonus des banquiers. Au total, cette politique prévoit 45 milliards de livres de baisses d'impôts, sans financement pour compenser cette perte, presque exclusivement au bénéfice des ménages les plus aisés. 
Ces annonces suscitent de nombreuses réactions négatives, y compris au Fonds monétaire international. Ce dernier estime que « les inégalités augmenteront probablement ». Larry Summers, ancien secrétaire au Trésor des États-Unis, a critiqué « la pire politique macroéconomique jamais vue de longue date dans un grand pays. [...] Ce n'est tout simplement pas le moment pour ce genre de politique de l'offre naïve, imprégnée de pensée magique ». Une partie des cercles ultralibéraux a en revanche approuvé cette politique, comme le think tank Institute of Economic Affairs, qui a salué « un ensemble de réformes radicales qui va accroître la prospérité du Royaume-Uni ». 
Tout cela entraîne la baisse importante des marchés financiers au Royaume-Uni. Plusieurs banques anglaises annoncent également l'augmentation des taux d'intérêts. La livre britannique chute à son plus bas niveau depuis mars 1985, à moins de 1,1 dollar, et les taux d'obligations d’État grimpent à un niveau record de 3,7 %.

#### Démission
Après plusieurs semaines de crise, déclenchée par la présentation des mesures fiscales en septembre, et face à une fronde de plus en plus intense au sein du groupe parlementaire, Liz Truss annonce le 20 octobre 2022 sa démission de la direction du Parti conservateur, seulement six semaines après avoir pris ses fonctions de Première ministre, indiquant que « vu la situation, je ne peux pas remplir le mandat sur lequel j'ai été élue par le Parti conservateur » puis annonçant l’organisation d'une primaire pour la remplacer,. Cette démission prend effet après l'élection de son successeur au sein du parti, Rishi Sunak, le 25 octobre. Avec 49 jours au poste de Premier ministre, elle établit le record du plus court mandat au 10 Downing Street, détenu depuis près de deux siècles par un autre conservateur, George Canning, mort en fonction. Son gouvernement battait des records d'impopularité, avec un taux d'approbation de seulement 10 % à la mi-octobre. 

### Après le 10 Downing Street
Après son départ du 10 Downing Street, Liz Truss devrait percevoir une indemnité annuelle de 115 000 livres sterling, soit environ 130 000 euros, ce qui crée la polémique au Royaume-Uni, Truss n’ayant passé que 44 jours au pouvoir. Sur les ondes de la BBC, Keir Starmer, dirigeant du Parti travailliste, déclare ainsi : « Après 44 jours, elle n'a pas gagné le droit à cet avantage, elle doit le refuser ».
Le 5 février 2023, plus de trois mois après sa démission, elle sort du silence en publiant une longue tribune dans le journal Telegraph pour expliquer ce qui s’est passé pendant son séjour au 10 Downing Street. Elle déclare ne « pas être irréprochable dans ce qui s’est passé », tout en estimant ne pas avoir « eu une chance réaliste d’adopter [sa] politique en raison d’un très puissant système économique orthodoxe, doublé d’un manque de soutien politique ». Aux côtés de Steve Bannon, l’ex-conseiller de Donald Trump, elle attribue en 2024 sa démission à la pression de l’« État profond » et « ses alliés », les journaux économiques The Economist et le Financial Times.
Le 5 décembre 2023, la presse annonce qu'elle va présenter à la Chambre des communes le lendemain une loi interdisant toute transition de genre pour les personnes de moins de 18 ans.
Encore influente dans le jeu politique, elle lance en 2024 une nouvelle faction au sein des Tories, les « Popular Conservatism (en) », ou « PopCons ». Ce groupe milite notamment pour que le Royaume-Uni rompe avec la Convention européenne des droits de l'homme et abroge la loi sur l’égalité, sur fond de « guerres culturelles » contre le progressisme. Liz Truss appelle par ailleurs régulièrement le gouvernement de Rishi Sunak à réduire les impôts, à revenir sur certaines mesures pour atteindre la neutralité carbone et à repousser l’âge de départ à la retraite. Opposée à une loi visant l'interdiction progressive du tabac au Royaume-Uni, elle déclare : « Un gouvernement conservateur ne devrait pas chercher à étendre l'État nounou ». Elle est cependant la personnalité politique la plus impopulaire du pays selon les sondages en 2024 et n'affiche qu'un faible taux de soutien, même au sein du Parti conservateur.
Candidate à un nouveau mandat parlementaire, elle est battue lors des élections générales anticipées du 4 juillet 2024 par le travailliste Terry Jermy.

## Résultats électoraux

### Direction du Parti conservateur
| Date | Voix                                                                                  | %                                                                                            | Résultat |
| ---- | ------------------------------------------------------------------------------------- | -------------------------------------------------------------------------------------------- | -------- |
| 2022 | 50 (1er tour) 64 (2e tour) 71 (3e tour) 86 (4e tour) 113 (5e tour) 81 326 (adhérents) | 14,0 (1er tour) 18,0 (2e tour) 19,8 (3e tour) 24,1 (4e tour) 31,8 (5e tour) 57,4 (adhérents) | Élue     |

### Chambre des communes
| Élection          | Circonscription    | Parti  | Parti        | Voix  | %     | Résultats |
| ----------------- | ------------------ | ------ | ------------ | ----- | ----- | --------- |
| Générales de 2001 | Hemsworth          |        | Conservateur | 7 400 | 21,0  | Échec     |
| Générales de 2005 | Calder Valley      | 17 059 | Conservateur | 35,7  | Échec |           |
| Générales de 2010 | South West Norfolk | 23 753 | Conservateur | 48,3  | Élue  |           |
| Générales de 2015 | South West Norfolk | 25 515 | Conservateur | 50,9  | Élue  |           |
| Générales de 2017 | South West Norfolk | 32 894 | Conservateur | 62,8  | Élue  |           |
| Générales de 2019 | South West Norfolk | 35 507 | Conservateur | 69,0  | Élue  |           |
| Générales de 2024 | South West Norfolk | 11 217 | Conservateur | 25,3  | Échec |           |